# Mnyuzi
Mnyuzi è una circoscrizione mista (mixed ward) della Tanzania situata nel distretto di Korogwe, regione di Tanga. Conta una popolazione di 19 174 abitanti (censimento 2012).